# Кроа Контес
Кроа Контес (фр. Croix-Comtesse) насеље је и општина у западној Француској у региону Поату-Шарант, у департману Приморски Шарант која припада префектури Сен Жан д'Анжели.
По подацима из 2011. године у општини је живело 220 становника, а густина насељености је износила 83,97 становника/km². Општина се простире на површини од 2,62 km². Налази се на средњој надморској висини од 43 метара (максималној 60 m, а минималној 41 m).

## Демографија
| 1962. | 1968. | 1975. | 1982. | 1990. | 1999. | 2011. |
| ----- | ----- | ----- | ----- | ----- | ----- | ----- |
| 240   | 207   | 189   | 189   | 161   | 172   | 220   |

График промене броја становника у току последњих година